# النا گئورگی
النا گئورگی (به انگلیسی: Elena Gheorghe) (زاده ۳۰ ژوئیه ۱۹۸۵) خوانندهٔ رومانیایی است.
او در مسابقه آواز یوروویژن ۲۰۰۹ نماینده رومانی بود.